# Klaus Engeroff
Klaus Engeroff (* 25. Oktober 1938 in Berlin; † 11. Februar 2025 ebendort) war ein deutscher Schauspieler, Dramaturg, Theaterregisseur und -intendant.

## Leben und Wirken
Engeroff studierte von 1958 bis 1961 Philosophie in Heidelberg und wurde 1961 bis 1963 in Berlin an der Fritz-Kirchhoff-Schule als Schauspieler ausgebildet.
Ab 1963 als Schauspieler, ab 1967 als Regisseur und ab 1969 als Dramaturg war er an den Theatern in Paderborn, Baden-Baden, Schleswig und Hof engagiert. Von 1971 bis 1977 arbeitete er als Chefdramaturg und Regisseur am Stadttheater Aachen. Dort inszenierte er von 1972 bis 1977 den Zyklus von Samuel Beckett.
Von 1977 bis 1985 wirkte er als Dramaturg und Regisseur unter Boy Gobert am Hamburger Thalia Theater sowie an den Staatlichen Schauspielbühnen Berlin. In Hamburg führte er 1979 Regie bei der deutschen Erstaufführung von Bill Morrisons Blindflug, in Berlin 1981 bei der Uraufführung von Kusz’ Saupreissn mit Carl Raddatz, ebenda 1981 in Becketts Ein Stück Monolog, Rockaby und Katastrophe (mit Dieter Laser) und 1984 in Lukas B. Suters Spelterini hebt ab.
Von 1986 bis 1990 war Engeroff stellvertretender Intendant der Schauspielbühnen Stuttgart. In Stuttgart inszenierte er unter anderem 1989 Christopher Hamptons Bühnenfassung von Gefährliche Liebschaften mit Dieter Laser. Von 1990 bis 1995 amtierte er als Intendant und Geschäftsführer am Stadttheater Hildesheim, danach war er als Regisseur, Schauspieler, Sprecher und Autor freischaffend tätig.
Klaus Engeroff starb am 11. Februar 2025 im Alter von 86 Jahren in Berlin.